# Pondia
Pondia är ett släkte av steklar. Pondia ingår i familjen puppglanssteklar.
Kladogram enligt Catalogue of Life:
| Pondia | \| \| Pondia pallida \| \| \| \| \| \| Pondia punctulata \| \| \| \| |
|        | \| \| Pondia pallida \| \| \| \| \| \| Pondia punctulata \| \| \| \| |
|        | Pondia pallida                                                       |
|        |                                                                      |
|        | Pondia punctulata                                                    |
|        |                                                                      |